# Chicago American Gears 1946-1947
La stagione 1946-1947 dei Chicago American Gears fu la 3ª nella storia della franchigia, che giocò per la National Basketball League.
I Gears arrivarono terzi in stagione regolare in Western Division con un record di 26-18, qualificandosi per i play-off. Al primo turno eliminarono gli Indianapolis Kautskys dopo 5 partite, mentre in semifinale ebbero la meglio sugli Oshkosh All-Stars in due incontri. Nella finale persero la prima partita contro i Rochester Royals, ma ribaltarono la serie vincendo le successive tre, laureandosi pertanto campioni NBL.
Al termine del campionato la squadra cessò di esistere.

## Roster
|  | Naz.                   | Ruolo | Sportivo         | Anno | Alt. | Peso |  |
|  | ---------------------- | ----- | ---------------- | ---- | ---- | ---- |  |
|  | Stati Uniti (bandiera) | AG    | Bob Calihan      | 1918 | 191  | 91   |  |
|  | Stati Uniti (bandiera) | GA    | Bruce Hale       | 1918 | 185  | 77   |  |
|  | Stati Uniti (bandiera) | C     | George Mikan     | 1924 | 208  | 111  |  |
|  | Stati Uniti (bandiera) | G     | Bobby McDermott  | 1914 | 180  | 82   |  |
|  | Stati Uniti (bandiera) | AG    | Price Brookfield | 1920 | 193  | 84   |  |
|  | Stati Uniti (bandiera) | AG    | Stan Patrick     | 1922 | 188  | 84   |  |
|  | Stati Uniti (bandiera) | GA    | Dick Triptow     | 1922 | 183  | 77   |  |
|  | Stati Uniti (bandiera) | G     | Stan Szukala     | 1918 | 183  | 79   |  |
|  | Stati Uniti (bandiera) | AC    | Max Morris       | 1925 | 188  | 88   |  |
|  | Stati Uniti (bandiera) | AC    | George Ratkovicz | 1922 | 198  | 100  |  |
|  | Stati Uniti (bandiera) | AC    | Art Stoefen      | 1914 | 201  | 98   |  |
|  | Stati Uniti (bandiera) | AC    | Bob Cotton       | 1920 | 201  | 93   |  |
|  | Stati Uniti (bandiera) | GA    | Bill McDonald    | 1916 | 191  | 86   |  |
|  | Stati Uniti (bandiera) | A     | Irv Noren        | 1924 | 183  | 82   |  |
|  | Stati Uniti (bandiera) | AG    | Les Rothman      | 1926 | 185  | 88   |  |
|  | Stati Uniti (bandiera) | AC    | Bob Synnott      | 1912 | 191  | 86   |  |

## Staff tecnico
- Allenatori: Harry Foote (fino al 20 novembre), Davey Banks (dal 20 novembre al 13 dicembre), Harry Foote (dal 13 dicembre al 3 gennaio), Bobby McDermott
- Vice-allenatore: Swede Roos